# Ariane Ehrat
Ariane Ehrat, née le 17 février 1961 à Schaffhouse, est une ancienne skieuse alpine suisse, spécialiste de la descente.

## Palmarès

### Jeux olympiques d'hiver
| Édition / Épreuve | Descente | Slalom géant | Slalom |
| ----------------- | -------- | ------------ | ------ |
| JO 1984 Sarajevo  | 4e       | —            | —      |

### Championnats du monde
| Édition / Épreuve        | Descente | Slalom géant | Slalom | Combiné |
| ------------------------ | -------- | ------------ | ------ | ------- |
| Mondiaux 1982 Schladming | 14e      | —            | —      | —       |
| Mondiaux 1985 Bormio     | Argent   | —            | —      | —       |

### Coupe du monde
- Meilleur résultat au classement général : 22e en 1984

Saison par saison
- Coupe du monde 1980 :
  - Classement général : 69e
- Coupe du monde 1981 :
  - Classement général : 67e
- Coupe du monde 1982 :
  - Classement général : 55e
- Coupe du monde 1983 :
  - Classement général : 37e
- Coupe du monde 1984 :
  - Classement général : 22e
- Coupe du monde 1985 :
  - Classement général : 27e
- Coupe du monde 1986 :
  - Classement général : 63e

### Arlberg-Kandahar
- Meilleur résultat : 5e place dans la descente 1983-84 à Val-d'Isère

## Carrière professionnelle
Depuis son retrait de la compétition, Ariane Ehrat travaille dans le marketing. Tout d'abord comme cheffe de la destination touristique « Alpenarena » (Flims-Laax-Falera) depuis 1989, puis dès juin 2004 à la division « Kommunikation und Marketing » des radios suisse alémaniques et romanche Schweizer Radio DRS. Elle est directrice de « Destination Engadine Saint-Moritz » depuis janvier 2008.